# 泰奥加 (北达科他州)
泰奥加（英語：Tioga），是美国北达科他州威廉斯縣的一個市鎮。根据2010年美国人口普查，该市有人口1,230人。2011年估计该市有人口1,336人，相对于2010年，增长率为8.62%。